# Alenka Bikar
Alenka Bikar (Eslovenia, 7 de enero de 1974) es una atleta eslovena retirada especializada en la prueba de 200 m, en la que consiguió ser subcampeona europea en pista cubierta en 2000.

## Carrera deportiva
En el Campeonato Europeo de Atletismo en Pista Cubierta de 2000 ganó la medalla de plata en los 200 metros, con un tiempo de 23.16 segundos, tras la francesa Muriel Hurtis (oro con 23.06 segundos) y por delante de la rusa Ekaterina Leshchova.